# Kutsurjärvi
Kutsurjärvi är en sjö i Kiruna kommun i Lappland och ingår i Torneälvens huvudavrinningsområde. Sjön har en area på 0,186 kvadratkilometer och ligger 453,3 meter över havet.

## Delavrinningsområde
Kutsurjärvi ingår i det delavrinningsområde (761360-175276) som SMHI kallar för Mynnar i Kelottijärvi. Medelhöjden är 494 meter över havet och ytan är 42,98 kvadratkilometer. Det finns inga avrinningsområden uppströms utan avrinningsområdet är högsta punkten. Kutsurjoki som avvattnar avrinningsområdet har biflödesordning 3, vilket innebär att vattnet flödar genom totalt 3 vattendrag innan det når havet efter 449 kilometer. Avrinningsområdet består mestadels av skog (47 procent), sankmarker (17 procent) och kalfjäll (34 procent). Avrinningsområdet har 0,48 kvadratkilometer vattenytor vilket ger det en sjöprocent på 1,1 procent.